# 高保成
高保成（1926年—2004年），男，直隶（今河北）霸县人，中国电影表演艺术家，八一电影制片厂演员，曾任中国电影家协会理事。